# Grasshopper (coquetel)
O grasshopper é um coquetel doce, com sabor de menta e cacau, de consumo pós-janta. O nome da bebida deriva-se de sua aparência em cor verde ("grasshopper", do inglês, grupo de insetos da ordem Orthoptera, que inclui os grilos), por causa do ingrediente creme de menta. A bebida tem a fama de ser originada no bar Tujague's, situado no bairro Francês de Nova  Orleães, Louisiana, e foi inventada pelo dono, Philip Guichet. Ganhou popularidade nas décadas de 1950 e1960, através do sul dos Estados Unidos.

## Composição
O coquetel é classificado como um "clássico contemporâneo" pela International Bartenders Association (IBA), que padronizou a seguinte receita:
- 30 ml de creme de cacau (branco),
- 30 ml de creme de menta (verde),
- 30 ml de creme fresco.

Adicione todos os ingredientes numa coqueteleira cheia de gelo. Agite vigorosamente por alguns segundos. Coe e sirva em um copo de coquetel.

### Variações
Um "vodka grasshopper" ou "flying grasshopper" substitui o creme fresco por vodca.
Um "frozen grasshopper" adiciona sorvete de menta para criar uma bebida mais próxima de uma sobremesa.
Um "after eight" adiciona uma camada de licor de chocolate escuro ao creme de menta, creme de cacau e creme.
Nos estados do centro-norte dos Estados Unidos, especialmente Wisconsin, os grasshoppers são preparados com sorvete em substituição ao creme. Uma versão relacionada  é o "grasshopper milkshake", que contém sorvete de menta com flocos de chocolate, leite e creme de menta.  Este coquetel é misturado e servido em um copo de vidro alto decorado com uma miniatura ou pedaço de bolacha ou biscoito recheado.
Um "girl scout cookie" substitui o creme de menta pelo destilado Schnapps de sabor menta.